# Prehlad
Prehlad je virusna nalezljiva bolezen zgornjih dihal, ki se v prvi vrsti loteva nosu. Simptomi so med drugim kašelj, vneto žrelo, izcedek iz nosu, kihanje in vročina, ki po navadi ponehajo v sedmih do desetih dneh, nekateri med njimi pa so prisotni do tri tedne. V navaden prehlad je vpletenih več 200 virusnih sevov; rinovirusi so med njimi najpogostejši.
Okužbe zgornjih dihal se deli približno po prizadetih območjih, navadni nahod običajno napade nos, žrelo (faringitis) in sinuse (sinusitis), včasih pa eno ali obe očesi (konjunktivitis). Simptomi so večinoma posledica imunskega odgovora organizma na okužbo in ne posledica razkroja tkiv zaradi virusov. Poglavitna metoda preprečevanja je umivanje rok, obstajajo tudi dokazi, da maske za obraz uspešno pomagajo. Navaden prehlad včasih lahko vodi do  pljučnice, bodisi virusnega bodisi sekundarnega bakterijskega izvora.
Za navadni nahod ni zdravila, lahko pa se lajša simptome. Predstavlja najpogostejše nalezljivo obolenje pri ljudeh; odrasle osebe zbolijo dva- do trikrat na leto za prehladom, otroci pa v povprečju šest- do dvanajstkrat. Te okužbe pozna človeštvo od pradavnine.

## Znaki in simptomi
Tipični simptomi so med drugim kašelj, nahod, zamašen nos in vneto žrelo, ki jih včasih spremljajo boleče mišice, utrujenost, glavobol in izguba teka. Pri 40 % primerov pride do vnetega žrela in pri okoli 50 % do kašlja, bolečine v mišicah pa doletijo približno polovico. Pri odraslih vročina običajno ni prisotna, je pa običajna pri mladih in pri otrocih.  Kašelj je, v primerjavi s kašljem pri gripi, običajno mile oblike. Čeprav sta pri odraslih kašelj in vročina znak, da je gripa bolj verjetna, gre pri obeh za precej podobni obolenji. Pri številnih virusih, ki povzročajo prehlad, lahko tudi pride do  brezsimptomnih okužb. Izmeček ali izcedek iz nosu je lahko različnih barv, vse od brezbarvne do rumene in zelene barve; po barvi ni mogoče sklepati na vrsto povzročitelja.

### Potek bolezni
Prehlad se najavi z utrujenostjo, občutkom premraženosti, s kihanjem in glavobolom, po nekaj dneh pa tem znakom sledita izcedek iz nosu in kašelj. Simptomi se lahko pojavijo 16 ur po izpostavljenosti in po navadi dosežejo vrhunec čez 2 do 4 dni. Po sedmih do desetih dneh po navadi minejo, nekateri pa lahko trajajo do tri tedne. Povprečno trajanje kašlja je 18 dni in včasih se pri obolelih pojavi postviralni kašelj, ki vztraja tudi potem, ko je bolezni konec. Pri otrocih kašelj v 35–40 % primerov traja dlje kot 10 dni, pri 10 % pa dlje kot 25 dni.

## Vzrok

### Virologija
Prehlad je virusna infekcija zgornjega dela dihal. Najpogosteje vpleteni virus je rinovirus (30–80 %), vrsta pikornavirus z 99 znanimi serotipi. Med drugimi povzročitelji so tudi: humani koronavirus (~15 %), virusi gripe (10–15 %), adenovirusi (5 %), virusi humane parainfluence, humani respiratorni sincicijski virus, enterovirusi, različni od rinovirusov, in metapneumovirus. Pogosto je prisotnih več virusov. Skupaj je s prehladom povezanih več kot 200 različnih vrst virusov.

### Prenos
Virus prehlada se običajno prenaša preko kapljic v zraku (aerosoli), neposrednega stika z okuženimi nosnimi izločki ali izbljuvki (kontaminirani predmeti). Katera od teh poti je bistvenega pomena še ni ugotovljeno; prenos z roke na roko in prenos roke-površina-roke se zdi pomembnejši kot prenos preko aerosolov. Virusi lahko preživijo dlje časa v okolju (rinovirusi več kot 18 ur), prenesejo se lahko na roke ljudi in nato v njih oči ali nos, kjer pride do okužbe. Do prenašanja bolezni pride pogosto v vrtcu in v šoli zaradi bližine mnogih otrok, nizke imunosti in pogosto slabe higiene. Te okužbe otroci nato prinesejo domov, kjer okužijo druge družinske člane. Ni dokazov, da bi kroženje zraka med komercialnimi poleti bilo še en način prenosa več. Vendar pa so ljudje, ki sedijo v bližini, bolj ogroženi. Prehladi, ki jih povzroči rinovirus, so najbolj kužni prve tri dni po pojavu simptomov, kasneje so veliko manj nalezljivi.

### Vreme
Med ljudmi je pogosto prisotno prepričanje, da lahko do prehlada pride, če je posameznik predolgo na hladnem, recimo v dežju ali pa pozimi, od koder tudi ime za bolezen. Nekateri od virusov, ki povzročajo navaden prehlad, so sezonski in se pogosto pojavljajo med hladnim ali mokrim vremenom. Od kod ta odvisnost od vremena, še ni bilo jasno ugotovoljeno. Lahko zaradi sprememb v dihalih, do katerih pride pri hladu, zmanjšanega imunskega odziva in nizke vlažnosti, ki zvišuje hitrost prenosa virusa; morda zaradi suhega zraka, ki omogoča majhnim kapljicam z virusi, da se razpršijo dlje in dlje ostanejo v zraku.  Vzrok so lahko tudi družbeni dejavniki, kot recimo, da ostajajo ljudje dlje doma in s tem dlje v stiku z obolelimi, konkretno s šolskimi otroki. Obstajajo polemike o vlogi ohlajevanja telesa kot dejavnika tveganja za prehlad; večina dokazov potrjuje večjo dovzetnost za okužbe.

### Drugo
Imunost zaradi predhodne izpostavljenosti virusom prehlada igra pomembno vlogo pri omejevanju širjenja virusa, saj je pri mlajših populacijah videti večje stopnje okužb dihal. Slabo delovanje imunskega sistema je dejavnik tveganja za bolezen.  Ugotovljeno je, da pomanjkanje spanja in podhranjenost povečujeta tveganje za razvoj okužbe, če pride do izpostavljenosti rinovirusom; verjetno gre za vpliv na delovanje imunskega sistema. Dojenje zmanjšuje nevarnost za akutno vnetje srednjega ušesa in za okužb spodnjega dela dihal poleg drugih bolezni in materam priporočajo, da z dojenjem nadaljujejo, če je dojenček prehlajen. V razvitem svetu dojenje samo po sebi verjetno ne varuje pred navadnim prehladom.

## Patofiziologija
Simptomi prehlada so verjetno v prvi vrsti imunska reakcija na virus. Mehanizem imunskega odziva je specifičen za virus. Na primer, rinovirus se po navadi prenese z neposrednim stikom; veže se na humane  receptorje ICAM-1  z neznanimi mehanizmi, kar povzroči sproščanje vnetnih posrednikov. Ti posredniki nato povzročijo simptome. Na splošno se epitel v nosu ne poškoduje. Respiratorni sincicijski virus (RSV) se po drugi strani širi tako prek neposrednega stika in kot prek kapljic v zraku. Nato se razmnožuje v nosu in žrelu ter se pogosto razširi na spodnji del dihal. RSV povzroča poškodbe epitela. Humani virus parainfluence po navadi povzroči vnetje nosne votline, žrela in sapnic. Če pri majhnih otrocih prizadene sapnik, lahko povzroči simptome krupa zaradi majhne velikosti njihovih dihalnih poti.

## Diagnoza
Razlike med raznimi oblikami obolenj v zgornjem predelu dihal se deli približno po prizadetih območjih, navadni nahod običajno napade nos, faringitis žrelo, in bronhitis sapnice. Med posameznimi oblikami prihaja do precejšnjih prekrivanj, ker je lahko prizadetih več območij hkrati. Navaden prehlad je pogosto definiran kot vnetje nosu, ki ga spremlja v večji ali manjši meri vnetje žrela. Samodiagnoza je pogosta. Izolacija virusa, ki je dejansko vpleten, se redko izvaja, in na splošno na osnovi simptomov ni mogoče ugotoviti, za katero vrsto virusa gre.

## Preventiva
Edini uspešni pristopi za zmanjšanje širjenja prehlada so fizični ukrepi, kot sta umivanje rok in nošnja obraznih mask; v zdravstvenem okolju se uporabljajo tudi halje in rokavice za enkratno uporabo. Izolacija, na primer karantena, ni mogoča, saj je bolezen preveč razširjena in simptomi nespecifični. Za cepljenje se je pokazalo, da ni praktično, saj je vpletenih veliko virusov, ki poleg tega hitro mutirajo. Zato je malo verjetno, da bo kdaj na voljo široko učinkovito cepivo.
Z rednim pranjem rok se zgleda lahko, posebno pri otrocih, učinkovito zmanjša prenos virusov prehlada. Ni znano, ali poleg normalnega umivanja rok koristi tudi jemanje zdravil proti virusom ali bakterijam. Nošnja maske v družbi okuženih ljudi je lahko koristno; za učinkovitost izogibanja socialnim stikom pa ni dovolj dokazov. Za učinkovitost dodatkov s cinkom pri zmanjševanju pogostnosti prehladov ni jasnih dokazov.  Rutinsko dodajanje vitamina C nevarnosti za obolenje ali njegove resnosti ne zmanjšuje, lahko pa da skrajša trajanje obolenja.

## Obvladovanje
Ni zdravila ali rastlinskih pripomočkov, ki bi nedvomno skrajšala trajanje okužbe. Zdravljenje je omejeno na lajšanje simptomov. Smiselni konzervativni ukrepi so obilen počitek, pitje tekočin, da telo ne dehidrira, in grgranje tople slane vode ali soljenega prevretka žajblja. Velik del koristi od zdravljenja je pripisati placebo učinku.

### Simptomatika
Terapije, ki pomagajo lajšati simptome, so med drugim analgetiki in antipiretiki kot na primer ibuprofen in acetaminofen/paracetamol. Izkušnje kažejo, da zdravila za kašelj niso nič bolj uspešna od preprostih sredstev proti vročini in se jih za otroke ne priporoča, saj dokazov za njih uspešnost ni, poleg tega pa lahko tudi škodijo. Leta 2009 je Kanada omejila uporabo zdravil za kašelj in prehlad brez recepta pri otrocih do šest let starosti zaradi nerazjasnjenih vprašanj, ker se nevarnosti in nedokazanih koristi tiče. Pri odraslih dokazi, ki podpirajo uporabo zdravil za kašelj, ne zadoščajo. Zaradi zlorab so dekstrometorfan (zdravilo za kašelj, ki se ga prodaja brez recepta) v številnih državah prepovedali.
Pri odraslih je mogoče simptome , kot je izcedek iz nosa, zmanjšati z antihistaminiki prve generacije; lahko pa pri tem pride do negativnih učinkov kot je zaspanost. Druga sredstva proti polnemu nosu, kot recimo psevdoefedrin, tudi lahko pomagajo pri odraslih. Ipratropium razpršilo za nos lahko zmanjšuje simptome, kot je recimo izcedek iz nosu, vendar na zamašenost nosu nima vpliva. Antihistaminiki druge generacije pa zgleda niso uspešni.
Ker raziskav na tem področju primanjkuje, ni znano, ali povečano uživanje tekočin izboljšuje simptome ali pa skrajšuje trajanje obolenj dihal podobno manjka podatkov tudi, kadar gre za uporabo ogretega navlaženega zraka. Ena od študij je pokazala, da mazanje prsi s hlapljivo mastjo do neke mere lajša kašelj ponoči, zamašene dihalne poti in težave s spanjem.

### Antibiotiki in protivirusna zdravila
Antibiotiki proti virusnim okužbam ne učinkujejo in zato na viruse, ki povzročajo prehlad, nimajo učinka. Zaradi stranskih učinkov antibiotiki lahko na splošno škodijo, vendar se jih še vedno pogosto predpisuje. Vzroki za to, da se kljub vsemu antibiotike še vedno predpisuje, so med drugim, da ljudje to pričakujejo, da zdravniki želijo pomagati in da je komplikacije, pri katerih bi antibiotik lahko pomagal, težko izključiti. Za navaden prehlad ni učinkovitih protivirusnih zdravil, čeprav so predhodni rezultati nekaterih študij obetavni.

### Alternativna zdravila
Za navaden prehlad je najti obilo alternativnih terapij, vendar je za večino le malo dokazov, ki bi njih uporabo podpirale. Leta 2010 še ni najti dovolj dokazov za ali proti zdravljenju z medom ali  namakanjem nosu.  S cinkom se je zdravilo simptome, in sicer naj bi po raziskavah jemanje cinka prvih 24 ur po pojavu simptomov zmanjšalo trajanje in resnost navadnega prehlada pri drugače zdravih ljudeh.. Zaradi velikih razlik med študijami so potrebne dodatne raziskave, da se ugotovi, kako in kdaj lahko cink pomaga. Ker lahko cinkove pastile proizvajajo neželene učinke, zdravniki nimajo smiselnih razlogov za to, da bi za zdravljenje prehlada priporočali cink.  Učinek, ki ga ima vitamin C na navaden prehlad, so obširno raziskovali; rezultati pa razočarjajo, saj je učinkovit le v omejenih okoliščinah, kot recimo pri osebah, ki so telesno visoko aktivni v mrzlih okoljih. Dokazi za koristnost ehinaceje so inkonsistentni. Različne vrste dopolnil se lahko glede učinkovitosti razlikujejo. Ni znano, ali je česen učinkovit. Edini preizkus doslej za vitamin D ni uspel dokazati, da bi bil vitamin koristen.

## Prognoza
Navaden prehlad je običajno blaga in samoomejujoča se bolezen, pri kateri se na splošno večina simptomov izboljša po enem tednu. Polovica primerov se pozdravi po 10 dneh, 90% pa po 15 dneh. Hudi zapleti, če se pojavijo, se po navadi pojavijo pri zelo starih ali zelo mladih, ali pa pri osebah, katerih imuno sistem je suprimiran. Lahko pride do drugotnih bakterijskih okužb, ki povzročijo sinusitis, faringitis ali pa vnetje srednjega ušesa. Cenijo, da do sinusitisa pride pri 8 % in do okužbe ušes pri 30 % primerov.

## Epidemiologija
Navaden prehlad je najbolj pogosta bolezen pri ljudeh in prizadene vse ljudi, po vsem svetu. Odrasli se okužijo tipično dva- do petkrat na leto  in otroci šest- do desetkrat letno (otroci v šolah so lahko letno prehlajeni tudi do dvanajstkrat). Pogostnost simptomatskih okužb zaradi slabljenja imunskega sistema s starostjo narašča.
Indijanci in Eskimi so bolj dovzetni za prehlad in pri njih pride v primerjavi z belci pogosteje do zapletov, kot je vnetje srednjega ušesa. To je mogoče pojasniti z razlogi, kot sta revščina in stanovanjska stiska, ne pa pripadnost določeni etnični skupini.

## Zgodovina
Vzrok za navaden prehlad so sicer odkrili šele v petdesetih letih, vendar pozna človeštvo bolezen že iz pradavnine. Simptomi in zdravljenje bolezni so opisani v egiptovskem papirusu Ebers, najstarejšem obstoječem besedilu s področja zdravstva iz 16. stoletja pred našim štetjem. Ime »prehlad« za bolezen se je uveljavilo v 16. stoletju, zaradi podobnosti med njenimi simptomi in znaki izpostavljenosti hladnemu vremenu.
V Združenem kraljestvu so leta 1946 pri Svetu za raziskave v zdravstvu ustanovili oddelek za prehlad, kjer so leta 1956 odkrili rinovirus. V sedemdesetih letih so ugotovili, da zdravljenje z interferonom v fazi inkubacije z rinovirusno okužbo delno ščiti pred boleznijo, vendar do praktične terapevtske rešitve ni prišlo.  Oddelek so zaprli leta 1989, dve leti po zaključku raziskav na področju uporabe pastil cinkovega glukonata  v profilaksi in zdravljenju rinovirusnega prehlada, edinega uspešnega zdravljenja v zgodovini enote.

## Družba in kultura
Ekonomskega vpliva prehlada se v večjem delu sveta ne razume dobro. V ZDA je prehlad vzrok za 75 do 1200 milijonov obiskov pri zdravniku letno, kar pomeni po konservativni oceni 7,7 milijard USD stroškov na leto. Američani za lajšanje simptomov porabijo 2.9 milijard dolarjev za zdravila brez recepta in dodatno 400 milijonov za zdravila na recept. Več kot ena tretjina obolelih, ki so poiskali zdravnika, je prejelo recept za antibiotik, kar ima posledice za odpornost proti antibiotikom. Ceni se, da zaradi prehlada letno odpade 22 do 189 milijonov dni v šoli. Ker starši zaradi zdravljenja otrok ostajajo doma, pride do izgube 126 milijonov delovnih dni.  Če to številko prištejemo 150 milijonom zamujenih delovnih dni zamujenih zaradi obolenja zaposlenih, znaša skupni vpliv prehlada zaradi izpada na delovnih mestih več kot 20 milijard ameriških dolarjev letno.  To predstavlja 40 % odsotnosti z dela v ZDA.

## Smeri raziskav
Številna protivirusna zdravila so testirali glede učinkovitosti pri prehladu, vendar do leta 2009 še niso odkrili rešitve, katere učinkovitost bi opravičila dovoljenje za uporabo. Trenutno potekajo poskusi s protivirusnim zdravilom pleconaril, ki je zgleda uspešno proti pikornavirusom, poleg tega se testira tudi BTA-798. Oralna oblika pleconarila je imela probleme glede varnosti, zato se sedaj preučuje uporabo v obliki aerosola. DRACO, protivirusna terapija širokega spektra, ki jo razvijajo na MIT, predhodno kaže učinkovitost pri zdravljenju rinovirusa, kot tudi vrsti drugih nalezljivih virusov.
Raziskovalci iz Medicinske fakultete Univerze v Baltimoru in Univerze Wisconsina v Madisonu so sekvencirali genom vseh znanih sevov človeškega rinovirusa.